# Irina Fetisova
Irina Fetisova –en ruso, Ирина Фетисова– (30 de octubre de 1956) es una deportista soviética que compitió en natación y remo.
Ganó una medalla en el Campeonato Europeo de Natación de 1974. Además, obtuvo tres medallas en el Campeonato Mundial de Remo entre los años 1981 y 1983.

## Palmarés internacional
| Campeonato Europeo | Campeonato Europeo | Campeonato Europeo | Campeonato Europeo |
| Año                | Lugar              | Medalla            | Prueba             |
| ------------------ | ------------------ | ------------------ | ------------------ |
| 1974               | Viena (Austria)    | Medalla de bronce  | 200 m estilos      |

| Campeonato Mundial | Campeonato Mundial | Campeonato Mundial | Campeonato Mundial |
| Año                | Lugar              | Medalla            | Prueba             |
| ------------------ | ------------------ | ------------------ | ------------------ |
| 1981               | Múnich (RFA)       | Medalla de bronce  | Scull individual   |
| 1982               | Lucerna (Suiza)    | Medalla de oro     | Scull individual   |
| 1983               | Duisburgo (RFA)    | Medalla de plata   | Scull individual   |